# Dawid Drachal
Dawid Drachal, né le 31 janvier 2005 à Radom en Pologne, est un footballeur polonais qui joue au poste de milieu offensif au Jagiellonia Białystok.

## Biographie

### En club
Né à Radom en Pologne, Dawid Drachal est formé par l'Escola Varsovia. En août 2022, il rejoint le Miedź Legnica, signant un contrat de trois ans.
C'est avec ce club qu'il joue son premier match en professionnel, lors d'une rencontre de championnat face au Stal Mielec, le 2 octobre 2022. Il entre en jeu, et son équipe est battue par deux buts à zéro.
Lors de l'été 2023, Dawid Drachal rejoint le Raków Częstochowa. Le transfert est annoncé le 5 juin 2023, et il signe un contrat de cinq ans, soit jusqu'en juin 2028.
Le 24 septembre 2023, Dawid Drachal marque trois buts pour le Raków Częstochowa lors d'une rencontre de championnat face au Ruch Chorzów. Titularisé, il contribue à la victoire de son équipe par cinq buts à trois. Il s'agit de ses trois premiers buts pour le club, ainsi que le premier triplé de sa carrière,.

### En sélection
En avril 2022, Dawid Drachal est retenu avec l'équipe de Pologne des moins de 17 ans afin de participer au championnat d'Europe des moins de 17 ans en 2022. Avec cette sélection il joue neuf matchs entre 2021 et 2022, et marque un but.
Avec les moins de 19 ans, Drachal joue au total cinq matchs, tous en 2023, et marque deux buts, lors d'un même match, le 17 octobre 2023 contre l'Allemagne (3-3 score final).